# Мігель Еспанья
Мігель Еспанья (ісп. Miguel España Garcés, нар. 4 квітня 1961, Мехіко) — мексиканський футболіст, півзахисник. По завершенні ігрової кар'єри — футбольний тренер.
Як гравець насамперед відомий виступами за національну збірну Мексики та клуби «УНАМ Пумас» і «Сантос Лагуна».
Дворазовий чемпіон Мексики. володар кубка чемпіонів КОНКАКАФ.

## Клубна кар'єра
У дорослому футболі дебютував 1983 року виступами за команду клубу «УНАМ Пумас», в якій провів одинадцять сезонів, взявши участь у 313 матчах чемпіонату.  Більшість часу, проведеного у складі «УНАМ Пумас», був основним гравцем команди.
Протягом 1994—1995 років захищав кольори команди клубу «УАНЛ Тигрес».
Своєю грою за останню команду привернув увагу представників тренерського штабу клубу «Сантос Лагуна», до складу якого приєднався 1995 року. Відіграв за команду з Торреона наступні п'ять сезонів своєї ігрової кар'єри. Граючи у складі «Сантос Лагуни» також здебільшого виходив на поле в основному складі команди.
2001 року повернувся до клубу «УНАМ Пумас», за який відіграв 2 сезони.  Тренерським штабом нового клубу також розглядався як гравець «основи». Завершив професійну кар'єру футболіста виступами за команду «УНАМ Пумас» у 2003 році

## Виступи за збірні
1983 року  залучався до складу молодіжної збірної Мексики. На молодіжному рівні зіграв у 3 офіційних матчах.
1984 року дебютував в офіційних матчах у складі національної збірної Мексики. Протягом кар'єри у національній команді, яка тривала 11 років, провів у формі головної команди країни 81 матч, забивши 2 голи.
У складі збірної був учасником чемпіонату світу 1986 року у Мексиці та розіграшу кубка Америки 1993 року в Еквадорі, де разом з командою здобув «срібло».

## Кар'єра тренера
Розпочав тренерську кар'єру невдовзі по завершенні кар'єри гравця, 2005 року, очоливши тренерський штаб клубу «УНАМ Пумас». Наразі досвід тренерської роботи обмежується цим клубом.

## Титули і досягнення
- Володар кубка чемпіонів КОНКАКАФ (1):

«УНАМ Пумас»:  1989
- Чемпіон Мексики (2):

«УНАМ Пумас»: 1991
«Сантос Лагуна»: 1996 (Зима)
- Срібний призер Кубка Америки: 1993